# Louise-Marie de Gonzague
Louise-Marie de Gonzague-Nevers, ou Marie-Louise de Gonzague, voire Marie-Louise de Mantoue, née le 18 août 1611 à Nevers (France) et morte le 10 mai 1667 à Varsovie, est une princesse de la maison de Gonzague-Nevers, femme de Ladislas IV, puis de son demi-frère Jan II Kazimierz II Waza, rois de Pologne.

## Biographie
Louise-Marie de Gonzague-Nevers est la fille de Charles III de Nevers (futur Charles Ier duc de Mantoue) et de Catherine de Lorraine-Mayenne. Pour mieux assurer l'avenir de leur aînée, ses parents souhaitent destiner leurs cadettes à la vie religieuse. Si l'une obtempère, la plus jeune, Anne de Gonzague, regimbe, trouve un époux et devient la fameuse « princesse palatine » dont Bossuet fait l'oraison funèbre.
Pendant un moment, le marquis de Cinq-Mars projette de l'épouser, mais Richelieu s'y oppose, déclarant « qu'il ne croyait pas que la princesse Marie eût tellement oublié sa naissance qu'elle voulût s'abaisser à si petit compagnon ».
Louise-Marie de Gonzague épouse successivement deux rois de Pologne, Ladislas IV en 1646 puis Jan II Kazimierz II Waza, demi-frère de Władysław, en 1649, sans avoir de descendance masculine d'aucune des deux unions.
Sa suivante Marie-Casimire d’Arquien (Marysieńka), fille d’un gentilhomme nivernais, épouse le futur roi de Pologne Jan III Sobieski.
Elle soutient activement les œuvres de saint Vincent de Paul quand elle vivait en France et fait venir en Pologne plusieurs ordres religieux français, comme les Lazaristes ou les filles de la Charité (ordres fondés par saint Vincent de Paul). Avec son mari Ladislas IV, elle donne son soutien financier aux jésuites (français et polonais) engagés dans une nouvelle mission jésuite en Arménie (1647). 

## Galerie

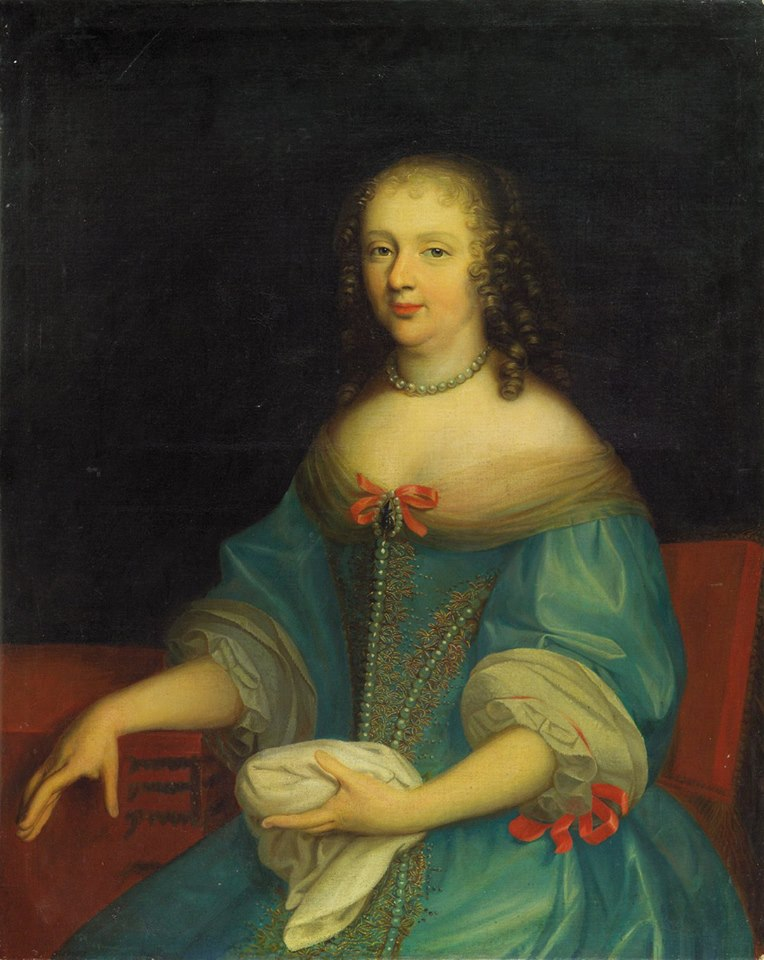
Portrait de Marie Louise Gonzague de Nevers, reine de Pologne par Charles Beaubrun.
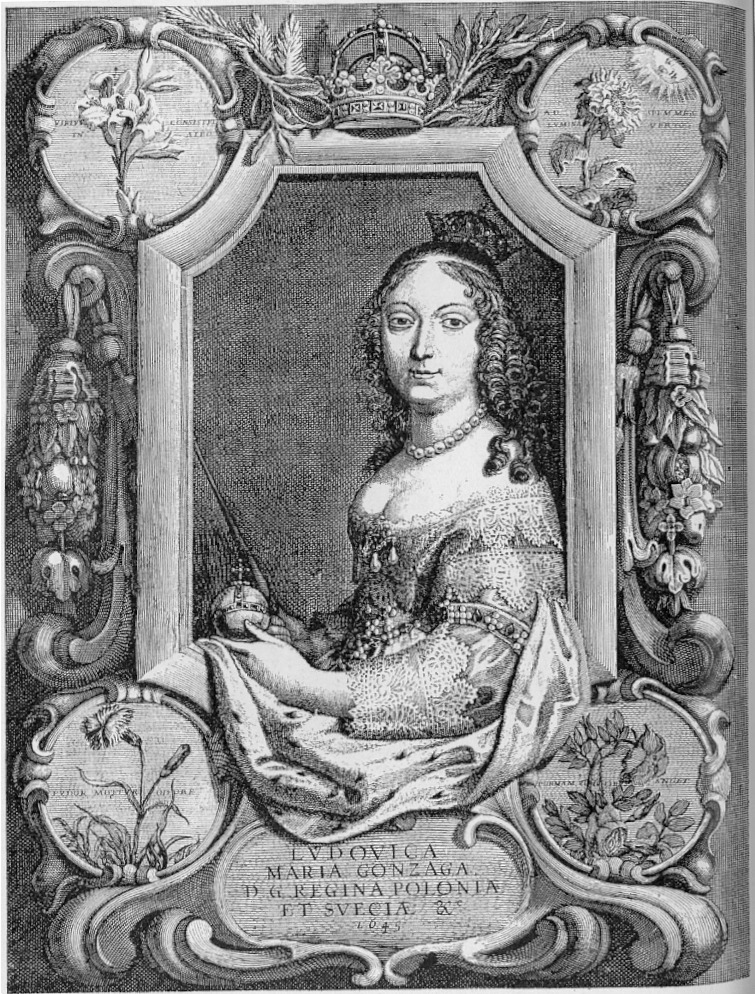
Gravure par Juste d'Egmont.
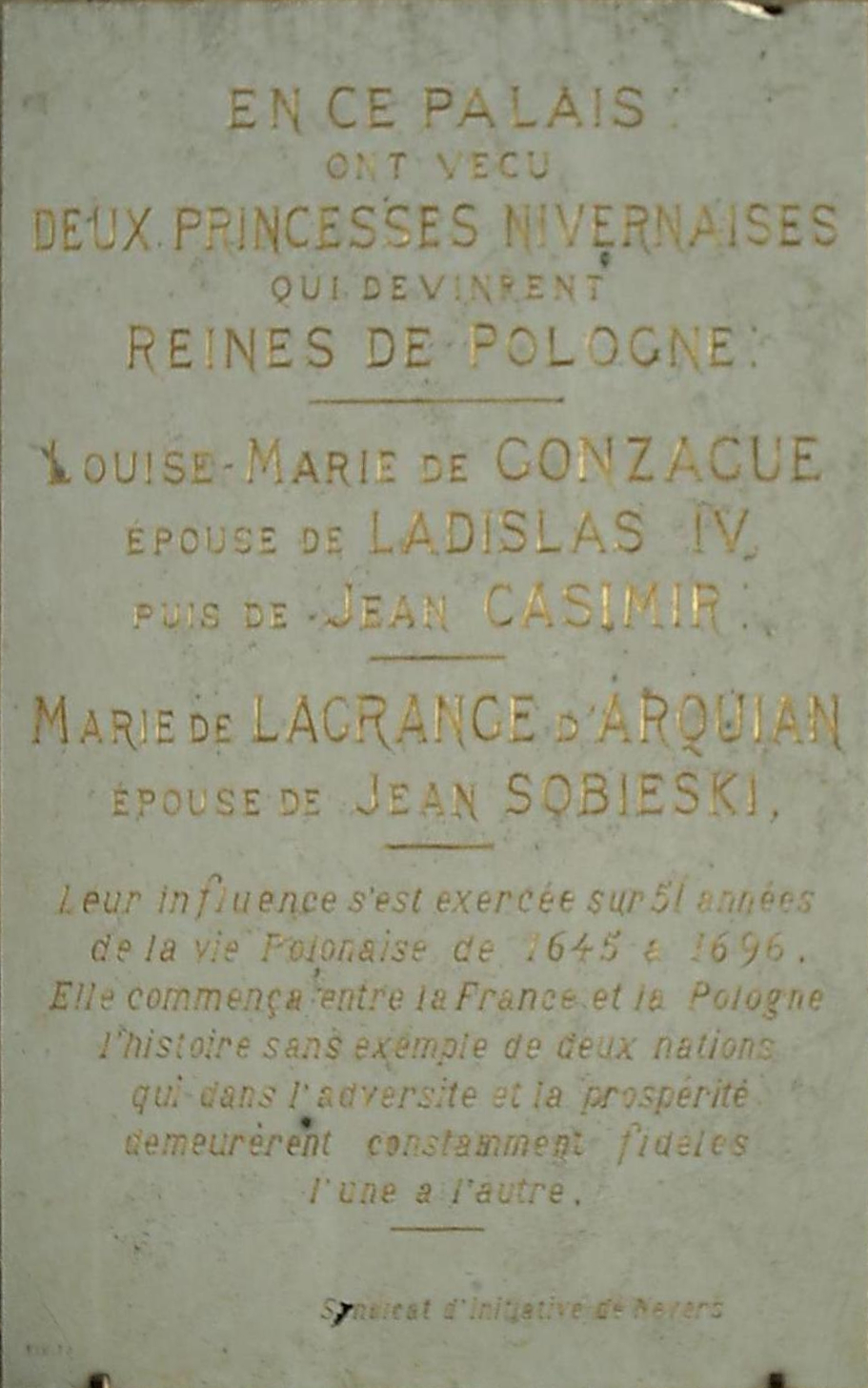
Plaque commémorative au palais ducal de Nevers.
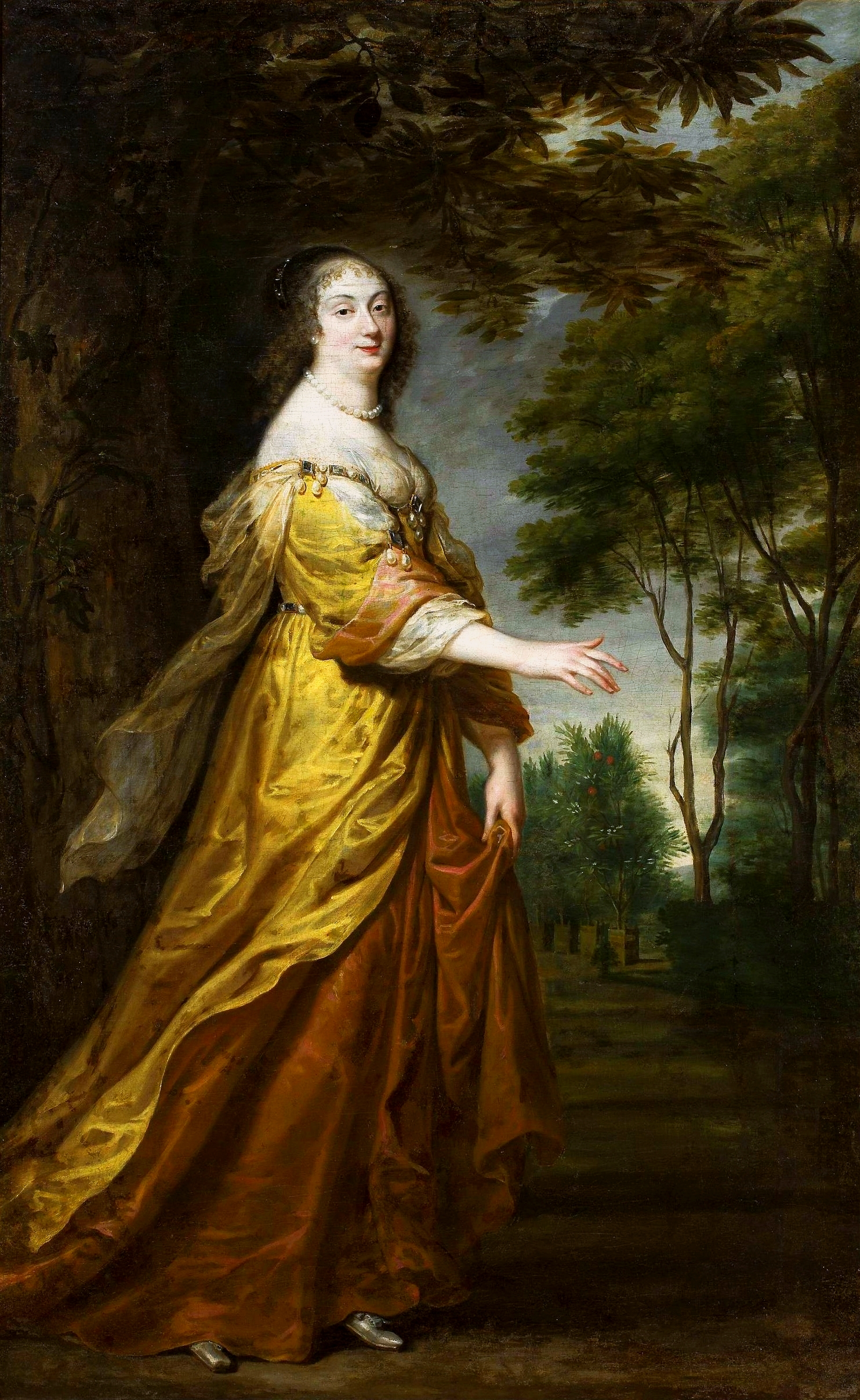
Portrait par Juste d'Egmont.

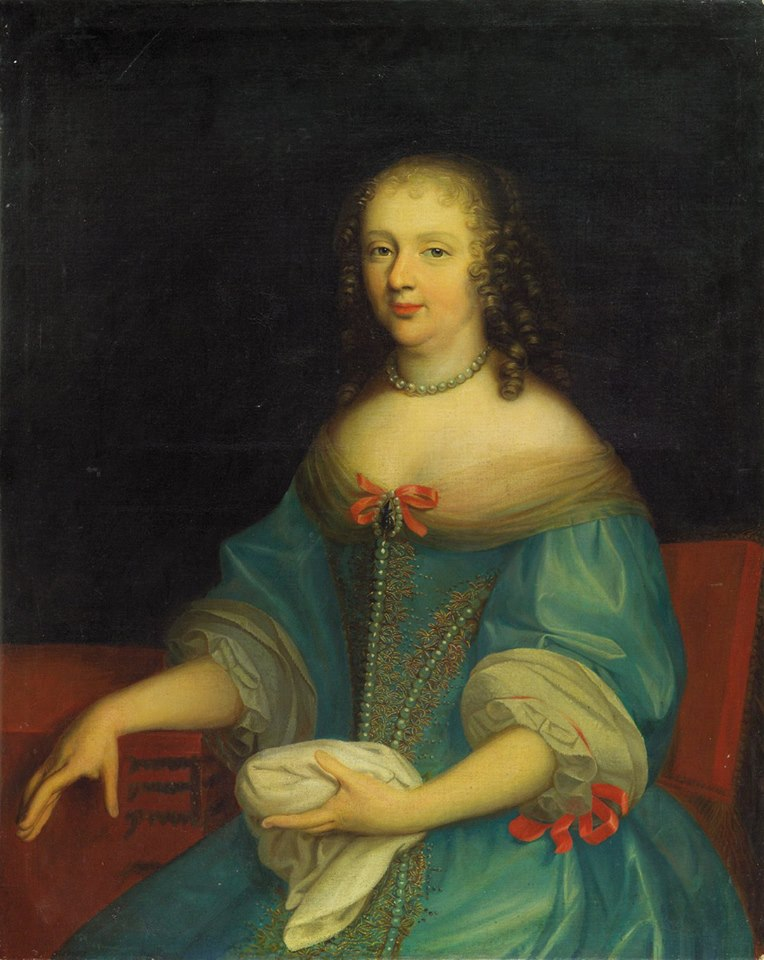
Portrait de Marie Louise Gonzague de Nevers, reine de Pologne par Charles Beaubrun.
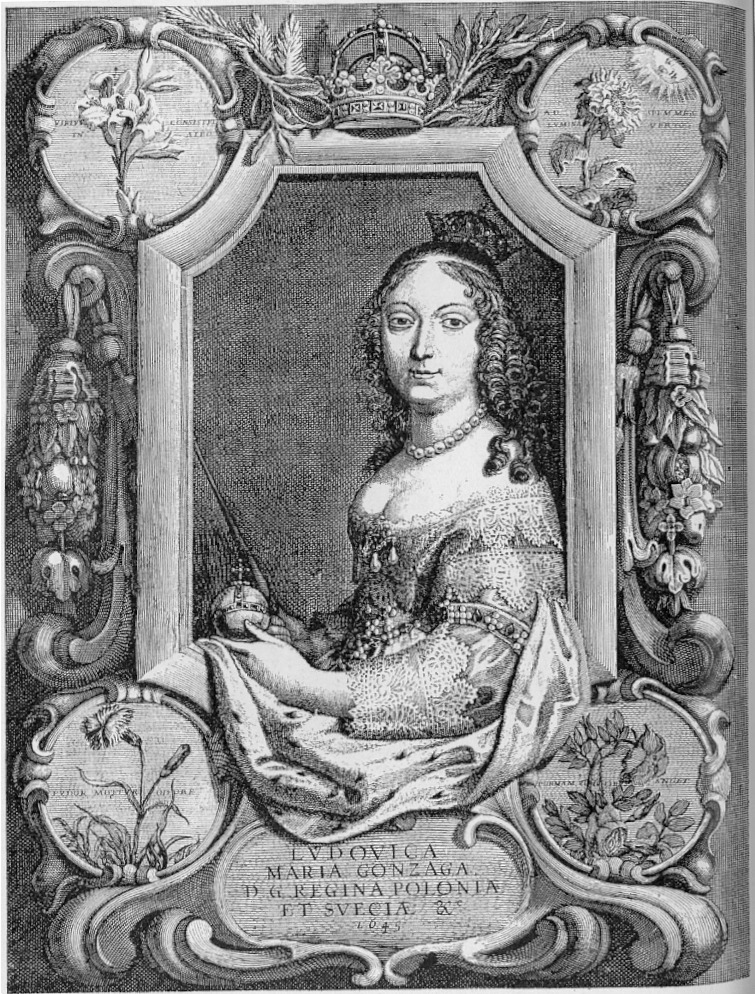
Gravure par Juste d'Egmont.
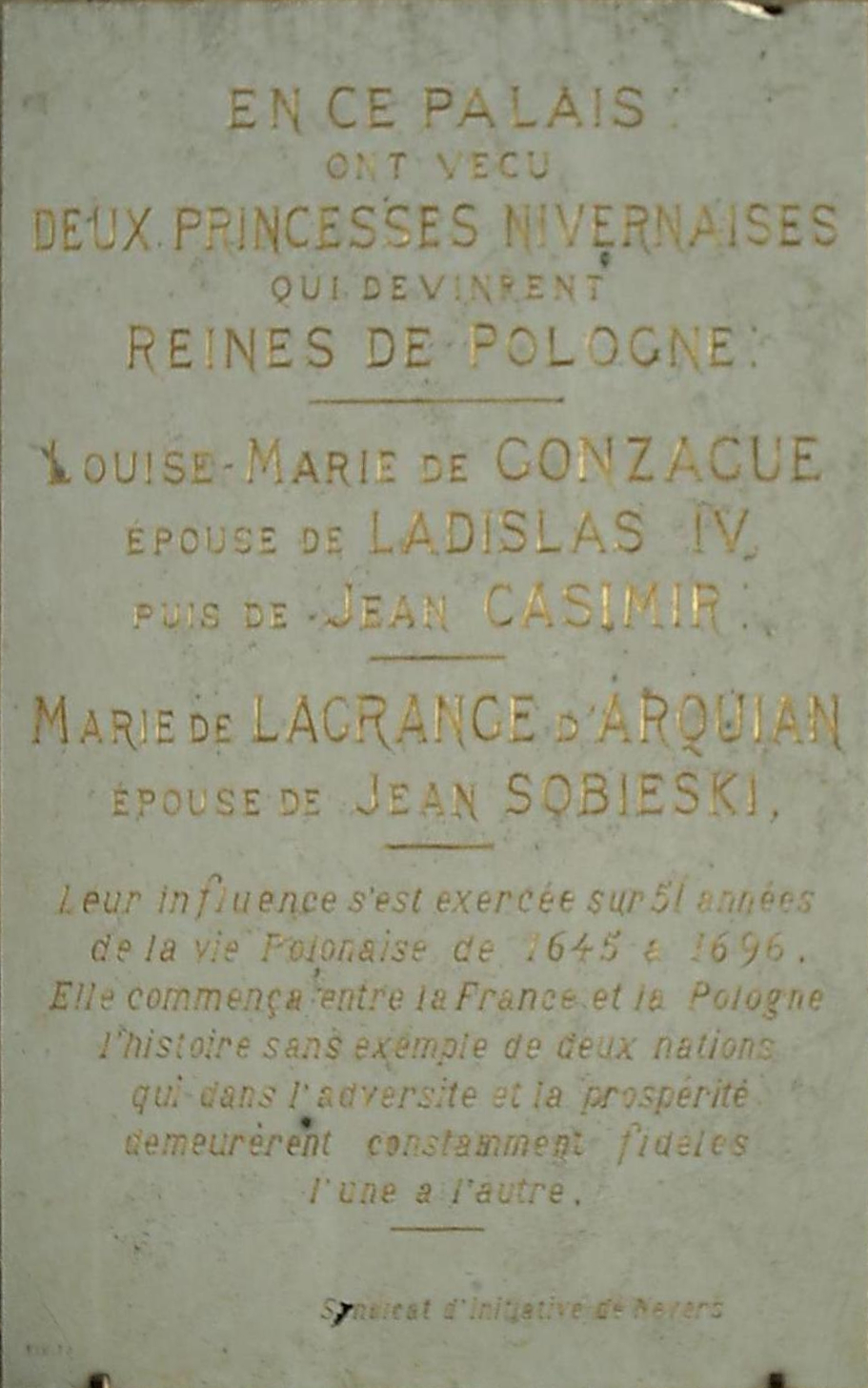
Plaque commémorative au palais ducal de Nevers.
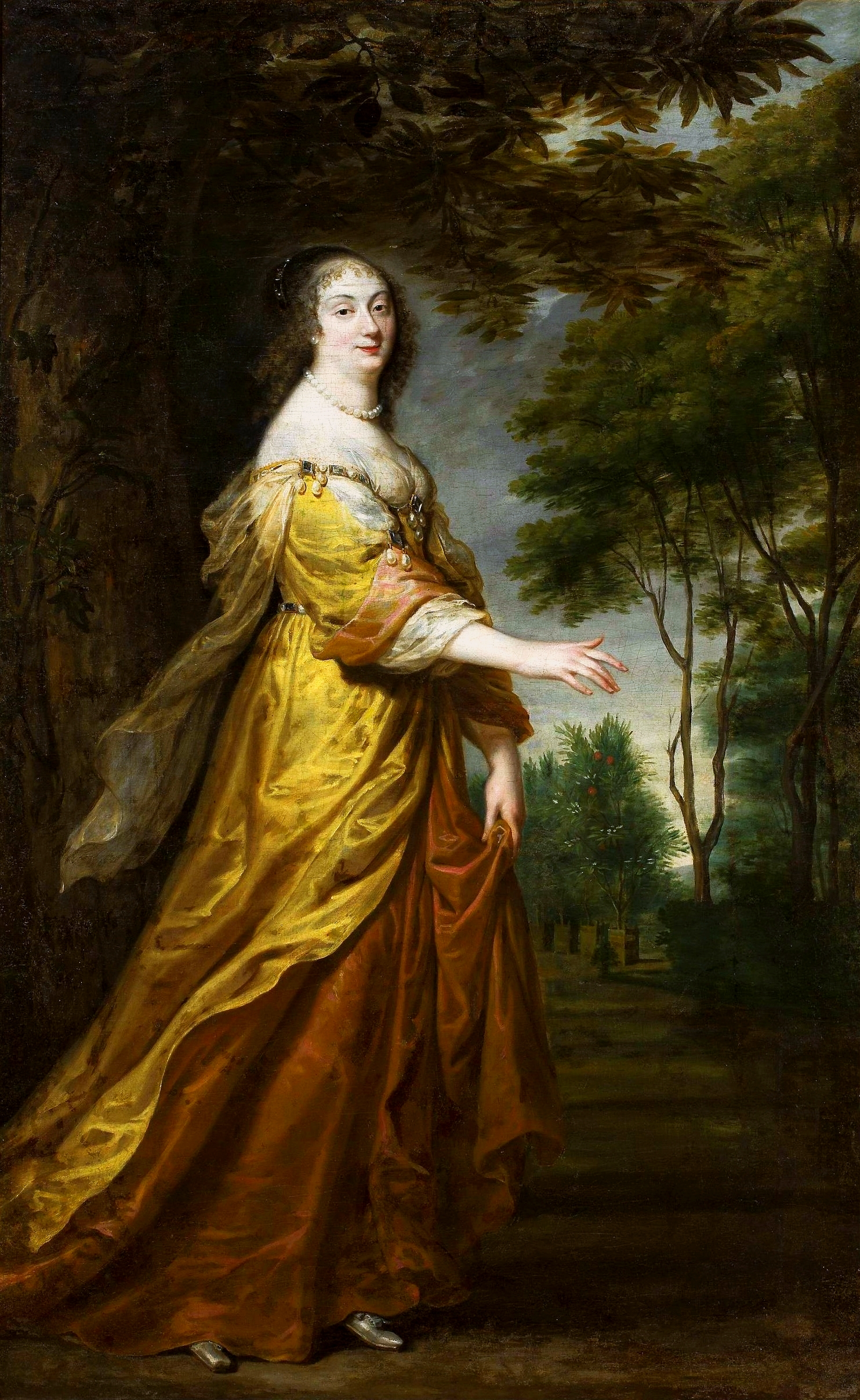
Portrait par Juste d'Egmont.